# Maria Cunegundes da Saxónia
Maria Cunegundes da Saxónia (Varsóvia, 10 de novembro de 1740 - Dresden, 8 de abril de 1826), foi princesa titular da Polônia, Lituânia e da Saxónia do ramo Albertino da Casa de Wettin. Pertencia à Ordem da Cruz Estrelada e senhora da abadia de Münsterbilzen. Mais tarde tornou-se princesa-abadessa de Essen e Thorn.

## Juventude
Maria Cunegundes era a filha mais nova do rei Augusto III da Polônia, que era também príncipe-eleitor da Saxónia como Frederico Augusto II, e da sua esposa, a arquiduquesa Maria Josefa da Áustria. O seu pai gostava de caçar, ia à ópera com frequência, tinha uma grande colecção de arte e possuía um grande sentido familiar. Contudo, negligenciava os seus deveres governamentais que delegou aos seus primeiros-ministros, o conde Heinrich von Brühl e o conde Aleksander Józef Sułkowski. Os seus pais deram grande importância à educação de todos os seus filhos. Maria Cunegundes aprendeu latim, francês, inglês, filosofia, geografia, religião, desenho, música e dança. Quando era criança, participou em óperas e singspiele organizados pela corte de Dresden. Teve o papel principal na ópera "Leucippo" de Johann Adolph Hasse.

## Propostas de casamento

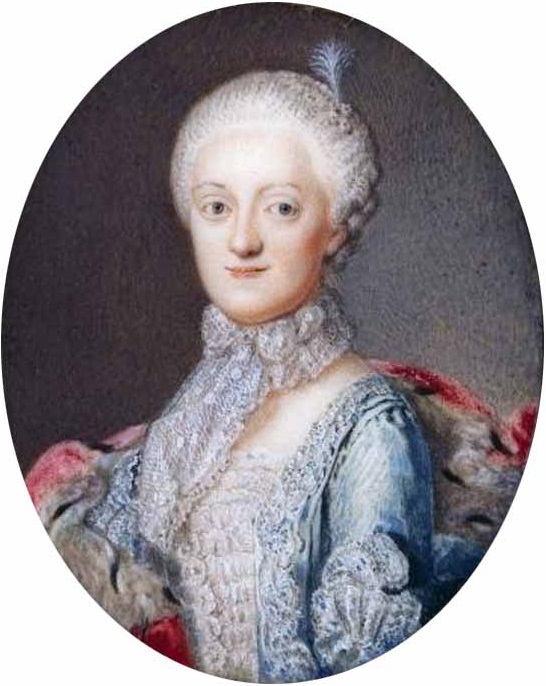
Maria Cunegundes durante a sua juventude.

Como filha de uma família reinante, Maria Cunegundes estava destinada a casar-se com um príncipe para reforçar as relações políticas da Casa de Wettin. O candidato preferido do seu pai era o arquiduque José da Áustria, que mais tarde se tornou o sacro-imperador José II. A sua primeira esposa, a princesa Isabel de Bourbon-Parma, tinha morrido sem deixar filhos e a sua mãe, a imperatriz Maria Teresa, pressionou-o para se voltar a casar para que pudesse dar um herdeiro à coroa austríaca. José considerou casar-se com a irmã mais nova de Isabel, a princesa Maria Luísa. Contudo, esta já estava noiva do herdeiro aparente de Espanha, o futuro rei Carlos IV. José pediu ao pai do príncipe, o rei Carlos III, que rompesse o compromisso, mas o rei recusou. A imperatriz e o seu chanceler pediram-lhe então que escolhesse uma princesa da Baviera ou da Saxónia. Em 1764, o arquiduque partiu de Viena para conhecer possíveis noivas.
A corte da Saxónia era favorável a um casamento entre José e Maria Cunegundes, nem que fosse pelo simples facto de tal união poder ajudar a resolver as dificuldades financeiras da Saxónia. Foi então organizado um jantar "secreto" entre os dois em Teplice, na Boémia. Contudo, Maria Cunegundes não disse quase nada durante a refeição e José decidiu que ela era demasiado tímida para se tornar sua noiva. Mais tarde casou-se com a sua prima direita, a princesa Maria Josefa da Baviera, que não considerava muito bonita, mas achava confiante. O casamento de Maria Josefa foi infeliz, pelo Maria Cunegundes foi poupada a esse destino. Contudo, a história do encontro "secreto" entre os dois na Boémia espalhou-se pela Europa, tornando-se quase impossível arranjar o casamento da filha mais nova do rei da Polónia.

## Eleição como abadessa

### Antecedentes políticos

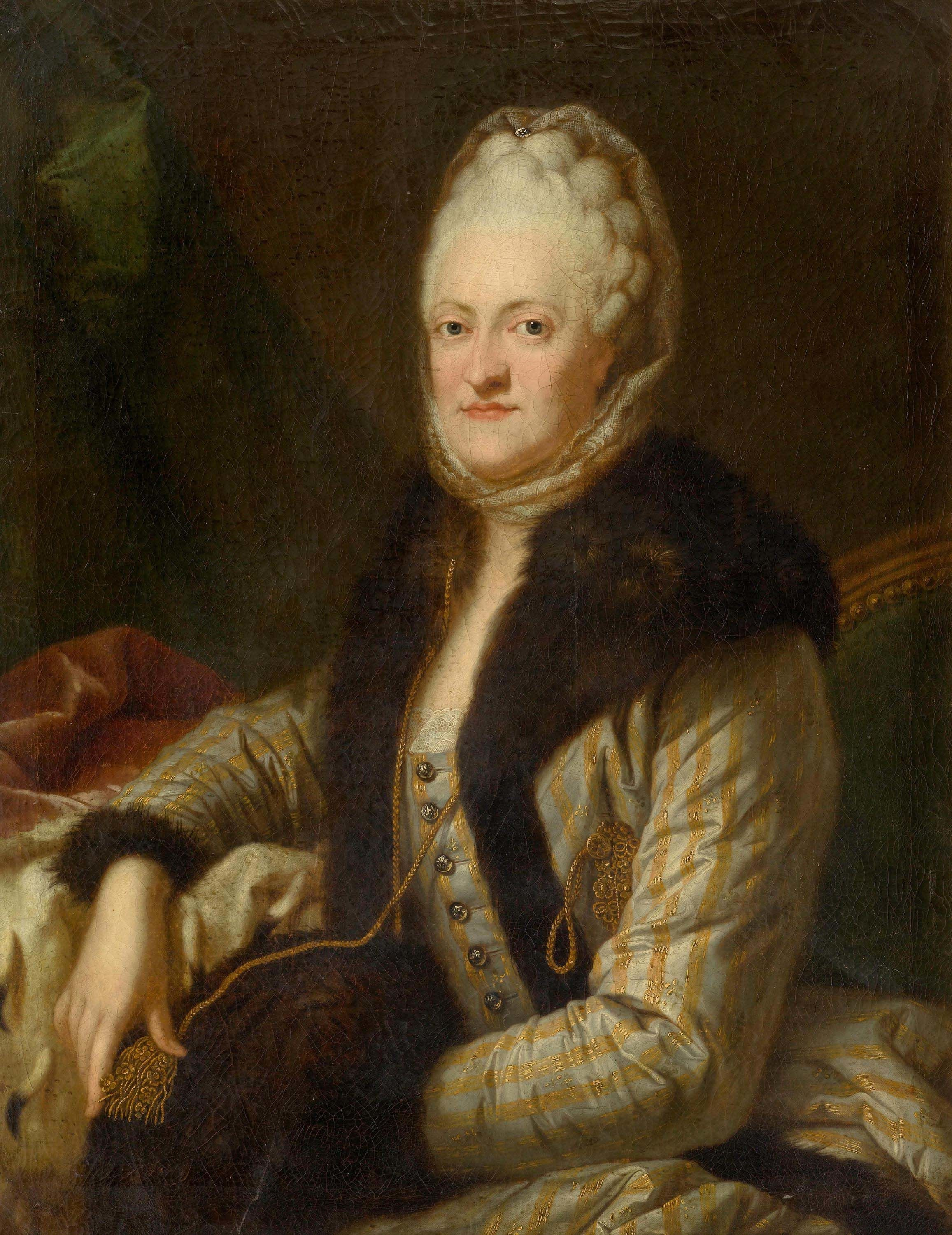
Maria Cunegundes

Um dos objectivos políticos da Casa de Wettin era aumentar a sua influência na zona da Baixa Renânia-Vestfália a noroeste do Sacro Império  Romano-Germânico. A corte de Dresden exigiu que Viena nomeasse Maria Cunegundes princesa-abadessa de uma abadia prestigiada feminina como compensação pelo casamento falhado. As duas cortes tiveram alguns problemas para chegar a acordo na questão da abadia. Viena propôs nomear a princesa senhora da Abadia de Hradčany, que a imperatriz Maria Teresa tinha fundado no Castelo de Praga. Contudo, Dresden rejeitou esta ideia, uma vez que a abadia estava sujeita à coroa da Boémia que Dresden considerava estar abaixo da dignidade de uma princesa da Saxónia. Dresden exigiu que fosse dada à princesa uma abadia imediata, que a tornaria imediatamente princesa imperial. Em 1766, exigiram que recebesse as abadias de Münsterbilsen, Essen e Thorn.

### Münsterbilsen
As tentativas da Saxónia para nomear Maria Cunegundes abadessa de Münsterbilsen falharam em 1766. A incumbente, Antoinette de Eltz-Kempenich, estava disposta a abdicar em seu favor, mas o capelão resistiu fortemente à imposição e insistiu que fossem aplicados todos os procedimentos normais. Por exemplo, Sophia de Stadion-Tannhausen, pediu provas da nobreza de Maria Cunegundes, confirmada por dois príncipes-eleitores ou príncipes imperiais, e era também necessário que a nova abadessa vivesse na abadia. Este não era um pedido estranho em abadias para mulheres, mas era inaceitável para a corte de Dresden. A corte viu o pedido para provar as origens nobres como um insulto. O capelão apenas consentiu em admitir Maria Cunegundes depois de esta obter uma dispensa papal para não ter de viver na abadia e de José II apreender os bens da abadia. Nesta altura, o debate já não se tratava de nomeá-la abadessa, mas de preservar a dignidade da corte imperial. A corte já tinha decidido que a princesa devia receber a posição de abadessa de Essen e Thorn.

### A eleição
Em 1755, Maria Cunegundes foi eleita coadjuntora de Essen e Thorn com o direito de sucessão enquanto a sua antecessora, a condessa Francisca Cristina de Sulzbach, ainda estivesse viva. A eleição foi unânime, algo pouco surpreendente, uma vez que as cortes de Viena e Dresden pagaram 45000 florins aos cânones e canonesas com direito de voto. Na altura, Francisca Cristina tinha setenta-e-nove anos e não estava bem de saúde. Morreu a 16 de Julho de 1776 e Maria Cunegundes sucedeu-a no mesmo dia. Como princesa-abadessa da Abadia Imperial Livre, tinha um lugar e direito de voto no Diet Imperial e todos os direitos e obrigações de uma princesa imperial (tais como julgar pequenos casos de justiça, o direito de cobrar impostos, direito de criar leis, direito a cunhar moeda, fidelidade e imunidade como soberana.

### Vida como abadessa

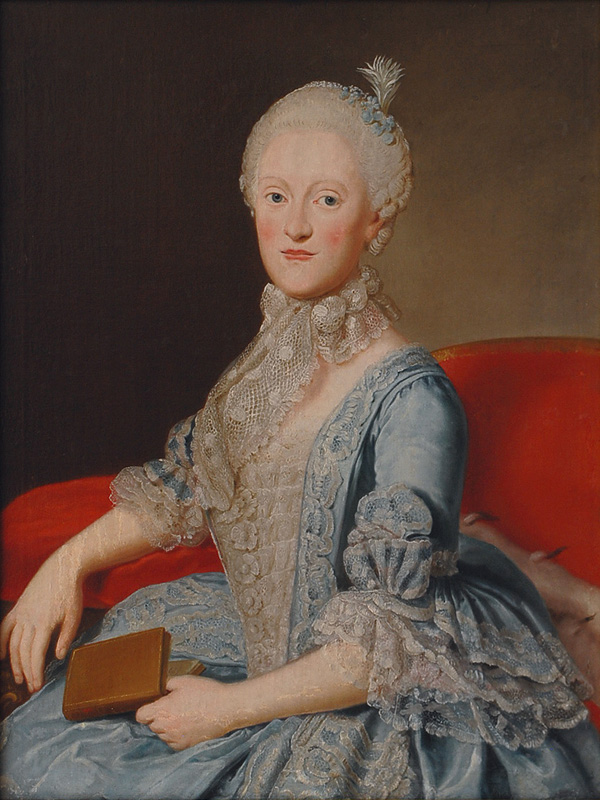
Maria Cunegundes em 1760

A abadia de Essen era muito respeitada na altura em que Maria Cunegundes sucedeu ao trono. Contudo, não se poderia comparar com a vida da corte à qual a princesa estava habituada na corte do pai em Dresdren ou na corte do irmão Clementino Venceslau em Coblença, onde Maria começou a passar grande parte do seu tempo após 1769. O edifício principal da abadia era tão húmido que o representante da corte de Dresden, que tinha viajado para o local para participar nas eleições recusou-se a passar lá a noite. A cidade de Essen era pequena e provincial. As ruas eram perigosas e a vida cultural era quase inexistente. Maria Cunegundes atrasou a sua chegada oficial à cidade, que ocorreu com grande pompa e circunstância, até ao dia 9 de Outubro de 1777, apenas para a deixar novamente no dia seguinte.
Maria Cunegundes era uma figura influente na corte do seu irmão Clementino em Coblença. Clementino era príncipe-eleitor de Trier e quase não tomava decisões sem a consultar a ela. A princesa tinha particular influência na política intera. Raramente ficava numa das suas abadias e preferia administrá-las à distancia. Entrava frequentemente em conflito com os outros responsáveis das abadias, uma vez que era incapaz de cumprir as regras das mesmas. O seu conselheiro, Johann Jakob Schmitz, tentou implementar o seu ideal de um estado absolutista e iluminista, chocando muitas vezes com o capelão, as cortes ou a própria cidade.
Houve uma reforma judicial em 1781 que decorreu sem incidentes. No entanto, em 1786, houve um conflito quando Maria Cunegundes promulgou uma lei de regulação da floresta e caça. As damas da abadia, que representavam as cortes, apresentaram uma queixa contra a lei no Reichskammergericht. Ambos os lados chegaram à conclusão de que o tribunal não teria capacidade de resolver esta questão de demonstração de poder. Em 1792, Johann Jakob Schmitz deixou Essen e aceitou um cargo de professor na Universidade de Bona. Após a sua partida, a abadessa e as cortes conseguiram chegar a um acordo que foi concluído pelos seus representantes a 17 de Setembro de 1794. Criaram a primeira constituição escrita do estado, na qual os poderes da abadessa e das cortes foram delineados. Esta acção tornou mais fácil a interacção entre as cortes, o capelão e a abadessa que não visitava a cidade desde 1792.
Além desta constituição e da reforma judicial, Maria Cunegundes criou uma lei que impedia o aborto e regulamentos para as actividades dos cirurgiões e das parteiras. Também abriu uma escola para as filhas das classes mais abastadas e tentou implementar a escolaridade obrigatória e reduzir o número de feriados. A sua antecessora, Francisca Cristina, tinha deixado as finanças da abadia em mau estado. Quando Maria Cunegundes tentava gastar dinheiro, o capelão opunha-se aos seus planos. A sua ideia de aumentar o Castelo de Borbeck foi rejeitada pelas cortes. Quando tentou emprestar dinheiro para a construção de uma estrada para ligar o condado de Mark, que pertencia à Prússia, a Wesel, que também era território prussiano, as cortes também rejeitaram o plano. A princesa acabaria por usar o seu próprio dinheiro para construir a estrada que acabaria por melhorar significativamente o trânsito na zona.
A 3 de Agosto de 1802, tropas prussianas invadiram o seu território e iniciou-se um processo de secularização. Maria Cunegundes perdeu o seu poder efectivo, mas manteve o seu estatuto como soberana clerical. Num tratado assinado com o Reino da Prússia, Maria passou a receber um rendimento anual de 6500 florins das receitas da abadia para o resto da vida.

## Mulher de negócios

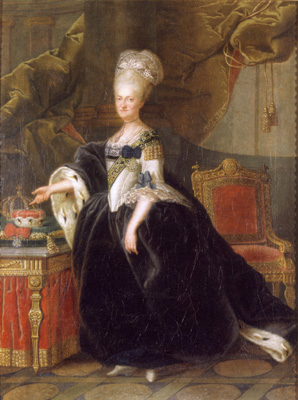
Maria Cunegundes

A princesa Maria Cunegundes também demonstrou um sentido de negócio fora do comum tendo em conta as suas origens. Depois de as cortes se recusarem a disponibilizar fundos para a construção de uma estrada de Wesel para Mark, Maria contraiu um empréstimo pessoal e construiu a estrada pelo seu principado numa iniciativa privada. A sua estrada passou a render 1700 florins por ano. Uma vez que era uma iniciativa privada, não foi afectada com a secularização da abadia. Em 1803, a abadessa vendeu a estrada à Prússia por 45000 florins.
A abadessa é também vista como uma pioneira na industria pesada no Vale do Ruhr. A região tinha muito ferro pantanoso, um material que começou a ser utilizado na construção em meados do século XVIII. Maria Cunegundes participou em vários trabalhos realizados com este material como investidora privada. Por exemplo, em 1787, comprou acções na Gut Hoffnung (Boa Esperança), uma empresa de trabalhos em ferro. Em 1789 abriu uma empresa que, a 23 de Janeiro de 1791 recebeu permissão para funcionar nos trabalhos de ferro em Neue Esse. Em 1796, comprou a empresa São António de trabalhos em ferro, sediada em Oberhausen. Convidou o empresário Gottlob Jacobi de Colença para se mudar para Essen. Em 1799, o empresário tornou-se seu sócio. Uma vez que estas eram empresas privadas, não foram afectadas pela secularização. A 24 de Maio de 1805, vendeu as suas acções por 23800 florins a Franz Haniel. Haniel e os seus irmãos também compraram a Gute Hoffnung do seu cunhado, Heinrich Arnold Huyssen, e abriram a Gutehoffnungshütte.

## Morte
A Abadia de Thorn foi mediatizada em 1795 e Essen em 1802. Depois disso, Maria Cunegundes continuou a viver na companhia do irmão Clementino, principalmente em Oberdorf na Baviera. Quando ele morreu em 1812, Maria deixou Oberdorf antes do seu funeral e regressou a Dresden, onde ficou com o sobrinho Frederico Augusto.
Morreu em Dresden no dia 8 de Abril de 1826. Três dias depois, foi enterrada na nova cripta da Catedral da Santa Trindade. Escreveu o seu último testamento em 1821. O documento foi descoberto nos arquivos de Dresden em 2001. No seu testamento, Maria deixou claro que, apesar de não visitar Essen desde 1792, continuava a interessar-se pelo bem-estar do seu antigo principado e dos seus funcionários. Muitos oficiais receberam doações, desde do seu Hofmeister von Asbeck e o seu secretário até o seu secretário, o cozinheiro e até a criada que lavava a roupa. Foram também contemplados o seu médico particular, Georg Brüning, o seu cocheiro e outros funcionários. O seu sobrinho pagou a todos com o dinheiro da tia.

## Genealogia
| Maria Cristina da Saxónia | Pai: Augusto III da Polónia  | Avô paterno: Augusto II da Polónia                        | Bisavô paterno: João Jorge III, Eleitor da Saxônia           |
| Maria Cristina da Saxónia | Pai: Augusto III da Polónia  | Avô paterno: Augusto II da Polónia                        | Bisavó paterna: Madalena Sibila de Brandemburgo-Bayreuth     |
| Maria Cristina da Saxónia | Pai: Augusto III da Polónia  | Avó paterna: Cristiana Everadina de Brandemburgo-Bayreuth | Bisavô paterno: Cristiano Ernesto de Brandemburgo-Bayreuth   |
| Maria Cristina da Saxónia | Pai: Augusto III da Polónia  | Avó paterna: Cristiana Everadina de Brandemburgo-Bayreuth | Bisavó paterna: Sofia Luísa de Württemberg-Winnental         |
| Maria Cristina da Saxónia | Mãe: Maria Josefa da Áustria | Avô materno: José I do Sacro Império Romano-Germânico     | Bisavô materno: Leopoldo I do Sacro Império Romano-Germânico |
| Maria Cristina da Saxónia | Mãe: Maria Josefa da Áustria | Avô materno: José I do Sacro Império Romano-Germânico     | Bisavó materna: Leonor Madalena de Neuburgo                  |
| Maria Cristina da Saxónia | Mãe: Maria Josefa da Áustria | Avó materna: Guilhermina Amália de Brunsvique-Luneburgo   | Bisavô materno: João Frederico de Brunsvique-Luneburgo       |
| Maria Cristina da Saxónia | Mãe: Maria Josefa da Áustria | Avó materna: Guilhermina Amália de Brunsvique-Luneburgo   | Bisavó materna: Benedita Henriqueta do Palatinado-Simmern    |